# Criquetot-sur-Longueville
Criquetot-sur-Longueville település Franciaországban, Seine-Maritime megyében. Lakosainak száma 219 fő (2022. január 1.). Criquetot-sur-Longueville Belmesnil, Dénestanville, Gonneville-sur-Scie, Lintot-les-Bois, Longueville-sur-Scie, Omonville és Saint-Crespin községekkel határos.

## Népesség
A település népességének változása:
| Lakosok száma | 204  | 220  | 224  | 228  | 225  | 221  | 218  | 217  | 219  |
|               | 2013 | 2015 | 2016 | 2017 | 2018 | 2019 | 2020 | 2021 | 2022 |